# Christo Schopow
Christo Naumow Schopow (auch Hristo Naumov Shopov; * 4. Januar 1964 in Sofia, Bulgarien) ist ein bulgarischer Filmschauspieler.
Schopow genießt in seiner Heimat Starstatus. International ist er vor allem durch seine Darstellung des Pontius Pilatus in Mel Gibsons Bibelverfilmung Die Passion Christi bekannt geworden. Davor trat er in bulgarischen Filmproduktionen vor die Filmkamera; einer seiner ersten internationalen Filme war das 2001 verfilmte Holocaust-Drama Die Grauzone von Tim Blake Nelson. Man konnte ihn auch in Filmen wie Spartacus (2004), Karol – Ein Mann, der Papst wurde (2005) und Barabbas (2012) sehen.
Sein Vater war der ebenfalls als Filmschauspieler tätige Naum Schopow.

## Filmografie (Auswahl)
- 2006: Das Ende der Götter (L’inchiesta)